# Anna Cembronowicz
Anna Cembronowicz, po mężu Biernat (ur. 24 lutego 1946 w Krakowie, zm. 27 stycznia 2021) – polska koszykarka, multimedalistka mistrzostw Polski.

## Osiągnięcia
Drużynowe
- Mistrzyni Polski:
  - 1964–1966, 1968
  - juniorek (1961)
- Wicemistrzyni Polski (1967)
- Zdobywczyni Pucharu Polski (1966, 1967)
- Uczestniczka rozgrywek Pucharu Europy Mistrzyń Krajowych (1964/1965, 1965/1966 – 3. miejsce, 1966/1967 – 4. miejsce)

Reprezentacja
- Uczestniczka mistrzostw Europy U–18 (1965 – 4. miejsce)[2]